# Keno Machado
Keno Marley Machado (Sapeaçu, 11 de julho de 2000), conhecido como Keno Marley ou Keno Machado, é um boxeador brasileiro.
Ele competiu na categoria peso-meio-pesado dos homens nos Jogos Olímpicos de Verão de 2020 em Tóquio. Dois anos antes, nos Jogos Olímpicos de Verão da Juventude de 2018 em Buenos Aires consagrou-se campeão na categoria de peso médio, mesma categoria que lhe deu a medalha de prata nos Jogos Pan-Americanos de 2019 em Lima. Em 2021 conquistou a medalha de prata no Campeonato Mundial de Boxe, na Sérvia.
Em 2022 disputou pela primeira vez o Campeonato Brasileiro Elite de Boxe e ficou com o título de campeão. Na mesma semana ainda venceu o Grand Prix Internacional de Boxe, ambos eventos disputados no Velódromo do Parque Olímpico no Rio de Janeiro